# Челябинский облисполком
Исполнительный комитет Челябинского областного Совета народных депутатов — исполнительный орган управления на территории Челябинской области, избираемый Челябинским областным Советом народных депутатов. Существовал с января 1935 по декабрь 1991 года. Располагался в областном центре — городе Челябинске. Занимал здание учебного корпуса Духовного Покровского училища.

## История
После образования Челябинской области в 1934 году по постановлению ВЦИК от 17 января 1934 года в регионе был образован областной комитет партии, а в качестве исполнительного органа действовал совет по организации Челябинской области, возглавляемый будущим первым председателем облисполкома М. А. Советниковым.
Челябинский облисполком был учреждён на съезде Совета народных депутатов 10 января 1934 года. В исполком избрали 120 членов во главе с М. А. Советниковым.

## Председатели Челябинского областного исполнительного комитета Совета депутатов трудящихся (1935—1991)
| Фотопортрет | Начало полномочий  | Окончание полномочий | Имя                               |
| ----------- | ------------------ | -------------------- | --------------------------------- |
|             | январь 1935        | май 1937             | Советников Михаил Алексеевич      |
|             | июнь               | июль 1937            | Шумилишский Михаил Абрамович      |
|             | июль               | октябрь 1937         | Степанов Иван Тимофеевич          |
|             | октябрь 1937       | апрель 1938          | Генявский Михаил Александрович    |
|             | и. о. апрель       | май 1938             | Антонов Дмитрий Иванович          |
|             | май                | декабрь 1938         | Бахмуров Пётр Васильевич          |
|             | и. о. декабрь 1938 | январь 1940          | Соболев Михаил Петрович           |
|             | январь 1940        | ноябрь 1941          | Соболев Михаил Петрович           |
|             | ноябрь 1941        | апрель 1946          | Белобородов Александр Андрианович |
|             | апрель 1946        | июль 1948            | Заикин Иван Васильевич            |
|             | июль 1948          | апрель 1949          | Бессонов Михаил Михайлович        |
|             | 5 июля 1949        | март 1961            | Бездомов Григорий Андреевич       |
|             | март 1961          | июнь 1965            | Кардапольцев Александр Васильевич |
|             | июль 1965          | июнь 1973            | Гайворонцев Иван Петрович         |
|             | июль 1973          | октябрь 1988         | Куракин Евгений Фёдорович         |
|             | октябрь 1988       | апрель 1990          | Исаев Борис Михайлович            |
|             | 1989               | декабрь1991          | Сумин Петр Иванович               |